# Øssur Hansen
Øssur Hansen (* 7. Januar 1971 in Toftir) ist ein ehemaliger färöischer Fußballspieler, der auch für die Nationalmannschaft aktiv war.

## Karriere

### Im Verein
Hansen verbrachte den größten Teil seiner Karriere bei B68 Toftir. Das erste Mal lief er 1987 im Alter von 16 Jahren am achten Spieltag der ersten Liga im Auswärtsspiel gegen VB Vágur, das 2:2 endete. Dies war sein einziger Einsatz in der Saison, im nächsten Jahr waren es schon zehn Einsätze. Das erste Tor erzielte Hansen am elften Spieltag der Saison 1989 beim 3:1-Auswärtssieg gegen GÍ Gøta, als er zur 2:1-Führung traf. 1992 gewann er den Meistertitel an der Seite von Abraham Løkin und wechselte im Sommer 1994 bis zum Jahresende zum dänischen Zweitligisten Vejle BK. 1995 erreichte er mit B68 das Pokalfinale, welches mit 1:3 gegen HB Tórshavn verloren wurde. Von Januar bis Juni 1996 spielte er für den dänischen Zweitligisten Herning Fremad und kehrte danach erneut zu B68 zurück. In der zweiten Saisonhälfte 1997 lief Hansen für GÍ Gøta auf und gewann das Pokalfinale mit 6:0 gegen VB Vágur. Das Jahr darauf kehrte er zu B68 zurück, in der darauffolgenden Saison wechselte er zu B36 Tórshavn und unterlag mit dieser Mannschaft im Pokalfinale gegen KÍ Klaksvík mit 1:3. Danach gab es ein kurzes Engagement beim englischen Drittligisten Oldham Athletic. Bis auf die Saison 2001/02, als Hansen für den dänischen Zweitligisten B.93 Kopenhagen zum Zuge kam, spielte er ausschließlich für B68 Toftir und stieg 2004 als Letztplatzierter in die zweite Liga ab. Als Erstplatzierter gelang der sofortige Wiederaufstieg, in der höchsten Spielklasse wurde als Vorletzter der Klassenerhalt jedoch erneut verfehlt. Nach einem weiteren Jahr in der zweiten Liga kehrte B68 in die erste Liga zurück und stieg erst 2012 wieder ab. Bereits ein Jahr zuvor trat Hansen vorwiegend für die zweite Mannschaft in der dritten Liga an, mit denen er den Aufstieg erreichte, im Jahr darauf allerdings wieder abstieg. 2013 absolvierte er sein letztes Spiel für die erste Mannschaft, 2014 er noch einmal im Kader. Zu jeweils einem weiteren Einsatz für die zweite Mannschaft kam Hansen zwischen 2015 und 2019 (mit Ausnahme von 2017).

#### Europapokal
1993/94 spielte Hansen für B68 Toftir in der Vorrunde der Champions League gegen Croatia Zagreb und verlor die Spiele mit 0:5 und 0:6. Insgesamt kam er auf 15 Europapokaleinsätze, den letzten 2004/05 für B68 in der 1. Qualifikationsrunde des UEFA-Pokals bei der 0:8-Rückspielniederlage gegen FK Ventspils.

### Nationalmannschaft
Hansen gab sein Debüt am 13. Mai 1992 gemeinsam mit Oluf Mortensen und Harley Bertholdsen im Freundschaftsspiel gegen Norwegen in Oslo. Bei der 0:2-Niederlage wurde er in der 78. Minute eingewechselt. Er spielte insgesamt 51 Mal für die Färöer und erzielte zwei Tore. Das erste von seinen beiden Toren erzielte im Qualifikationsspiel zur WM 1998 gegen Malta am 30. April 1997 in Ta' Qali per Elfmeter, es war der Ausgleich zum zwischenzeitlichen 1:1. Das Spiel gewannen die Färöer mit 2:1. Sein wohl berühmtestes Tor schoss er am 3. September 2000 im Qualifikationsspiel zur WM 2002 gegen Slowenien in Toftir. In der Nachspielzeit lagen die Färöer mit 1:2 zurück, bevor Hansen mit einem Freistoß ausgleichen konnte, das Spiel endete schließlich 2:2. Sein letztes Spiel bestritt er am 16. Oktober 2002 gegen Deutschland bei der 1:2-Niederlage in Hannover.

### Trainer
2011 führte Hansen als Spielertrainer die zweite Mannschaft von B68 Toftir zum Aufstieg in die zweite Liga. In der darauffolgenden Saison kam er nur noch in der Saisonmitte als Trainer zum Einsatz. Im Jahr 2013 stieg er als Trainer der ersten Mannschaft in die erste Liga auf, daraufhin folgte Jógvan Martin Olsen auf seine Position.
Am 21. Spieltag 2019 übernahm Hansen den Trainerposten von Svenn Olsen und verblieb mit B68 Toftir in der zweiten Liga auf dem fünften Platz.

### Erfolge
- 1× Färöischer Meister: 1992
- 1× Färöischer Pokalsieger: 1997